# Klesta Qehaja
Klesta Qehaja, född den 18 augusti 2006 i Kosovo, är en kosovoalbansk sångerska. Hon sjöng för Albanien i Junior Eurovision Song Contest 2016 i den maltesiska huvudstaden Valetta där hon hamnade på 13:e plats av 17 tävlande.